# Hawthorne (Fernsehserie)
Hawthorne (ursprünglich war Time Heals als Titel geplant) ist eine amerikanische Medical-Drama-Serie, die erstmals am 16. Juni 2009 auf dem amerikanischen Fernsehsender TNT lief. Die Serie mit jeweils zirka 40 Minuten langen Folgen wurde von John Masius erdacht. Das zumeist in Großbuchstaben geschriebene RN im Namen der Serie steht für den englischsprachigen Berufstitel „Registered Nurse“. Die erste Staffel erschien in Deutschland am 15. März 2010 auf DVD, also zwei Tage bevor die letzte Folge ausgestrahlt wurde.
Am 2. September 2011 gab TNT die Einstellung der Serie bekannt. Die Serie endet mit einem Cliffhanger.

## Handlung
Christina Hawthorne ist die Oberschwester des Richmond Trinity Hospitals. Zu Beginn der ersten Staffel ist es genau ein Jahr her, seit sie ihren Mann verloren hat. Schon zu Beginn wird klar, dass ihr Leben alles andere als einfach ist. Sie hat täglich mit Patienten zu tun, denen teilweise Schreckliches passiert, die an Krebs leiden oder nicht mehr leben wollen. Zusätzlich erschweren die Mutter ihres verstorbenen Mannes, die Christina offensichtlich nicht leiden kann und ihre Tochter, die versucht mit dem Tod ihres Vaters zurechtzukommen und gleichzeitig erwachsen zu werden, Christinas Alltag.

## Synchronisation
Die deutsche Synchronisation erfolgte durch die Firma Scala Media GmbH in München. Dialogregie führte Christian Weygand.
Die Dialogbücher erstellten Katharina Blum, Michele Sterr und Stefan Sidak.

## Besetzung und Synchronsprecher
| Schauspieler       | Rollenname          | Hauptrolle (Staffeln) | Synchronsprecher         |
| ------------------ | ------------------- | --------------------- | ------------------------ |
| Jada Pinkett Smith | Christina Hawthorne | 1–3                   | Claudia Lössl            |
| Michael Vartan     | Dr. Tom Wakefield   | 1–3                   | Philipp Moog             |
| David Julian Hirsh | Ray Stein           | 1–3                   | Martin Halm              |
| Hannah Hodson      | Camille Hawthorne   | 1–3                   | Malika Bayerwaltes       |
| Suleka Mathew      | Bobbie Jackson      | 1–3                   | Kathrin Simon            |
| Christina Moore    | Candy Sullivan      | 1–3                   | Stefanie von Lerchenfeld |
| James Morrison     | John Morrissey      | 1–3                   | Jürgen Jung              |
| Vanessa Lengies    | Kelly Epson         | 1–3                   | Gabrielle Pietermann     |
| Anne Ramsay        | Dr. Brenda Marshall | 1–3                   | Dagmar Dempe             |
| Adam Rayner        | Dr. Steve Shaw      | 2–3                   | Stefan Günther           |
| Abigail Spencer    | Dr. Erin Jameson    | 2–3                   | Christine Stichler       |

## Ausstrahlung

### Vereinigte Staaten
Der Serien-Pilot lief in den Vereinigten Staaten am 16. Juni 2009 bei TNT, welcher die Serie seitdem ausstrahlt. Die zweite Staffel wurde zwischen dem 22. Juni und dem 24. August 2010 ausgestrahlt.
Am 14. September 2010 bestellte TNT eine dritte Staffel, die vom 14. Juni bis zum 16. August 2011 ausgestrahlt wurde.

### Deutschsprachiger Raum
In Deutschland sendete ProSieben die erste Staffel von Hawthorne vom 13. Januar bis zum 17. März 2010 immer mittwochs um 22:15 Uhr. Nachdem ProSieben mit den Einschaltquoten der ersten Staffel nicht zufrieden war, war die zweite Staffel vom 4. März bis zum 13. Mai 2011 auf dem Sender sixx zu sehen. Der Sender zeigte vom 21. September bis zum 23. November 2012 auch die dritte Staffel der Serie.
In der Schweiz lief die erste Staffel vom 30. August bis zum 10. September 2010 auf SF zwei. Daneben war die erste Staffel in Österreich ab dem 12. September 2011 auf ORF eins zu sehen.

## Sonstiges
- In der Episode Risiko wird eine Patientin behandelt, die offenbar von ihrem Freund misshandelt wurde, dies jedoch nicht zugibt. Diese wird von Judy Reyes gespielt, die in der Krankenhaus-Dramedy-Serie Scrubs – Die Anfänger die Krankenschwester Carla Espinosa verkörpert. Im Verlauf der Folge stellt sich jedoch heraus, dass es nicht ihr Freund war, sondern ihr unter Autismus leidender Sohn.